# Bupleurum rigidum
Bupleurum rigidum es una especie de planta medicinal perteneciente a la familia de las apiáceas. Es originaria de la región del Mediterráneo.

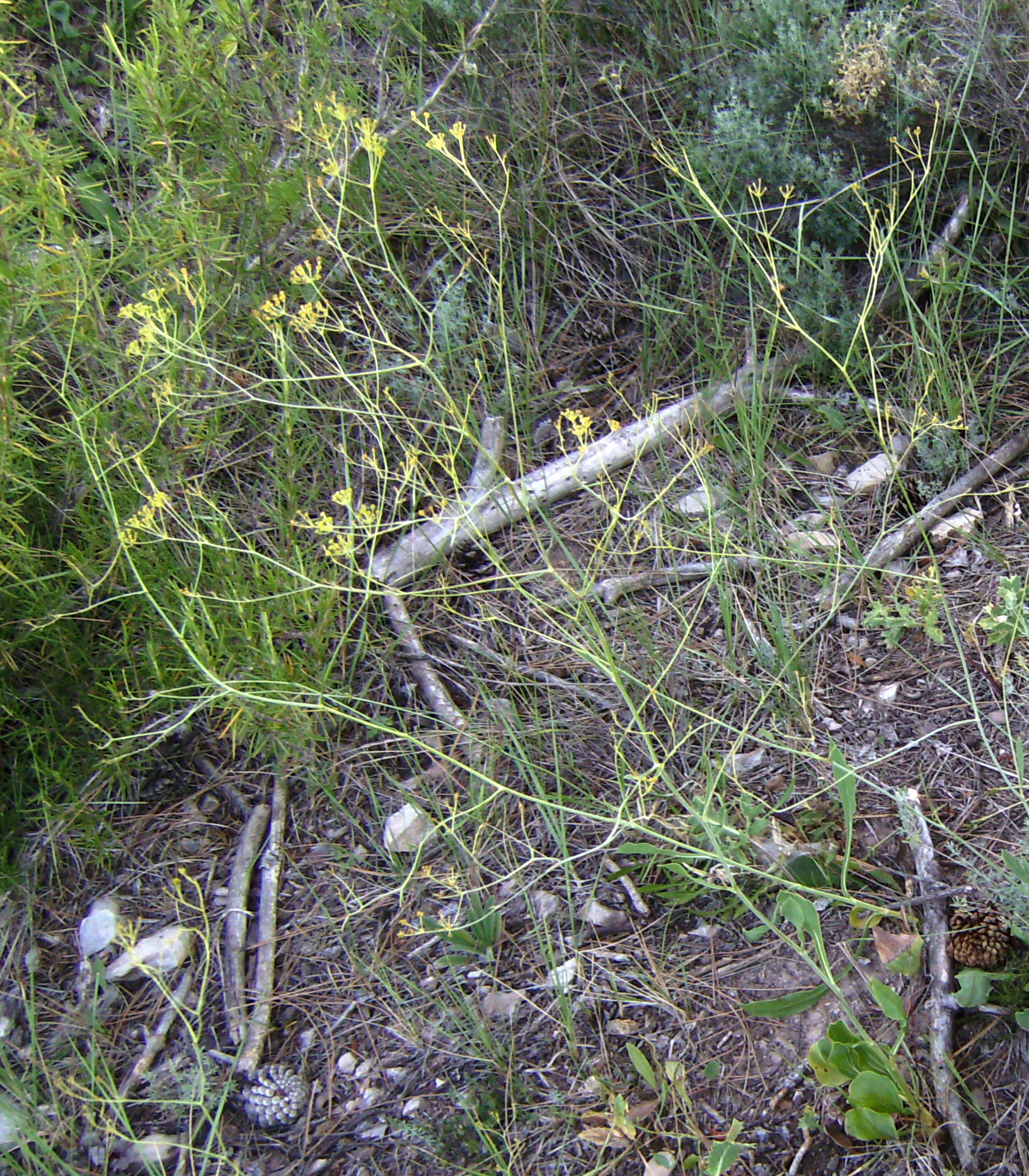
Vista de la planta

## Descripción
Es una hierba perenne con una roseta de hojas largamente oblanceoladas (unos 8-25 cm), rígidas, glabras y con nerviación paralela muy marcada. En verano desarrolla una larga inflorescencia paniculada, que termina en umbelas de umbelas de flores amarillentas poco vistosas.

## Distribución y hábitat
Se distribuye en España por   Alicante, Barcelona, Castellón, Gerona, Islas Baleares, Lérida, Tarragona y Valencia donde se encuentra en  los bosques mediterráneos frescos, sobre todo encinares, quejigares y pinares de montaña. 

## Propiedades
Principios activos: contiene saponósidos.
Indicaciones: En medicina popular se usa como antiinflamatorio y antiedematoso. En Sierra Espuña (Murcia) se preparaba un cocimiento con hojas y tallos y se aplicaba mediante paños sobre zonas inflamadas para bajar la hinchazón.

## Taxonomía
Bupleurum rigidum fue descrita por  Carlos Linneo y publicado en  Species Plantarum 1: 238. 1753.
Sinonimia:
- Bupleurum paniculatum Brot.[3]
- Tenoria rigida Bubani[4]

## Nombre común
- Castellano: clujia basta, hierba de las cinco venas, lengua de liebre, oreja de liebre, orejas de liebre.[3]